# Wikariat Ufita
Wikariat Ufita – jeden z 4 wikariatów rzymskokatolickiej diecezji Ariano Irpino-Lacedonia we Włoszech. 
Według stanu na wrzesień 2017 w skład wikariatu Ufita wchodziło 6 parafii rzymskokatolickich. 

## Lista parafii
Źródło:
| Lp. | Miejscowość                | Parafia                                                                | Grafika | Kościół                                                                 | Adres | Proboszcz |
| --- | -------------------------- | ---------------------------------------------------------------------- | ------- | ----------------------------------------------------------------------- | ----- | --------- |
| 1   | Melito Irpino              | Parafia św. Idziego                                                    |         | Kościół św. Idziego w Melito                                            |       |           |
| 2   | Bonito                     | Parafia Wniebowzięcia Najświętszej Maryi Panny                         |         | Kościół Wniebowzięcia Najświętszej Maryi Panny w Bonito                 |       |           |
| 3   | Flumeri                    | Parafia Wniebowzięcia Najświętszej Maryi Panny i św. Mikołaja, biskupa |         | Kościół Wniebowzięcia Najświętszej Maryi Panny i św. Mikołaja w Flumeri |       |           |
| 4   | Bonito                     | Parafia Matki Bożej Śnieżnej                                           |         | Kościół Matki Bożej Śnieżnej w Bonito                                   |       |           |
| 5   | Carpignano (Grottaminarda) | Parafia Najświętszej Maryi Panny z Carpignano                          |         | Kościół Najświętszej Maryi Panny z Carpignano w Carpignano              |       |           |
| 6   | Grottam                    | Parafia Matki Bożej Większej                                           |         | Kościół Matki Bożej Większej w Grottam                                  |       |           |